# 洛東江

洛東江

洛東江（らくとうこう、ナクトンガン）は、韓国政府統治下最長の河川。全長525km、流域面積23,384km2。朝鮮半島東部を南北に走る太白山脈に端を発し、大邱市、釜山市などの主要都市を貫流して朝鮮海峡に注ぐ。慶尚北道、慶尚南道のかなりの部分と、全羅北道、全羅南道、江原特別自治道の一部を流域に含む。
河川名の由来は駕洛国（現在の金海市）の東側に位置していることによる。

## 流域
江原特別自治道太白市の咸白山（標高1,573m）の黄池を源流とし、大邱盆地を通って釜山西方で南海に流入する。頴江・琴湖江・密陽江・南江などが洛東江に合流する。 
主な平野は上流の安東盆地、中流の大邱盆地、下流の慶南平野であるが、洛東江は傾斜度が緩く、低い丘陵地帯を広く流れるため氾濫原が発達せず、金海デルタの金海平野を除けば平野が稀である。流域には1969年に南江ダム、1976年に安東ダムが建設された。
金海デルタにある乙淑（ウルスク）島（釜山広域市沙下区に所在）は大韓民国指定天然記念物第179号にも登録され、世界的な渡り鳥の渡来地として有名である。

## 歴史
流域には新石器時代の遺跡が豊富に残っており、三韓のひとつ弁韓もこの流域に位置していたと考えられている。一帯はその後伽耶、次いで新羅に支配され、洛東江は海を介して日本とも結ばれる重要な水上交通路として利用された。その後も高麗時代、李氏朝鮮時代を通じて慶尚道の主要な交通路として機能した。
朝鮮戦争初期、洛東江は北朝鮮軍に対する米韓軍の自然の障壁の役目を果たした。1950年8月3日には慶尚北道・漆谷郡倭館（ウェグァン）邑にあった橋が北朝鮮軍の侵入を防ぐために爆破され、多くの避難民が犠牲になった。1950年秋には軍事境界線となり、事実上、洛東江は北朝鮮軍が達した最南端のラインとなった。
2020年8月9日、慶尚南道昌寧郡梨房面地内で堤防が50m近く決壊。2つの集落が水に浸り、住民156人が避難した。

## 環境
慶尚南道・昌寧郡にある牛浦（ウポ）湿原には、多くの貴重な生物が生息しており、また渡り鳥の休息所としても知られている。慶尚北道・安東市近郊のダム湖・安東湖ではバス釣りなどのリクリエーションも盛んである。河口の乙淑島は多くの渡り鳥の越冬地となっている。
川は流域の水がめとして機能するが、一方で家庭・農業排水による水質汚濁も問題となっており、1984年から1985年にかけて洛東江流域環境保全総合計画が策定されている。
1991年3月に慶尚北道亀尾市にあった斗山の工場からフェノールが下水道経由で流入したほか、1994年1月には有機溶剤による汚染が、また2008年3月にも慶尚北道金泉市の工場火災でフェノールの流入が確認されている。

## 支流
下流より記載
- 南江
- 琴湖江
- 黄江（朝鮮語版）